# Henry Parkes
Sir Henry Parkes (Canley, Inglaterra; 27 de mayo de 1815 - Sídney, Australia; 27 de abril de 1896) fue un político colonial australiano de origen inglés. Fue Primer Ministro de Nueva Gales del Sur (actualmente, Estado de Nueva Gales del Sur). Es comúnmente referenciado como el "padre de la federación australiana", gracias a que fue uno de los primeros promotores de la federación de las seis colonias de Australia y también, uno de los primeros críticos del transporte de convictos en Australia por parte de los británicos, y fue uno de los proponentes de la expansión de la red de trenes continental.
Parkes pronunció un discurso llamado La oración de Tenterfield (en inglés: Tenterfield oration) en 1889, que llevó a la instigación de una conferencia en 1890 y a una convención constitucional en 1891, la primera de una serie de reuniones que llevaron a la federación de Australia. Parkes murió en 1896, cinco años antes de la finalización de este proceso. Fue descrito en vida por el periódico británico The Times como "la mayor figura comandante de la política australiana". Alfred Deakin describió a Henry Parkes como alguien falible pero que sin embargo era "un titán autodidacta, con un gran cerebro cuya residencia natural se encontraba en el parlamento".

## Primeros años

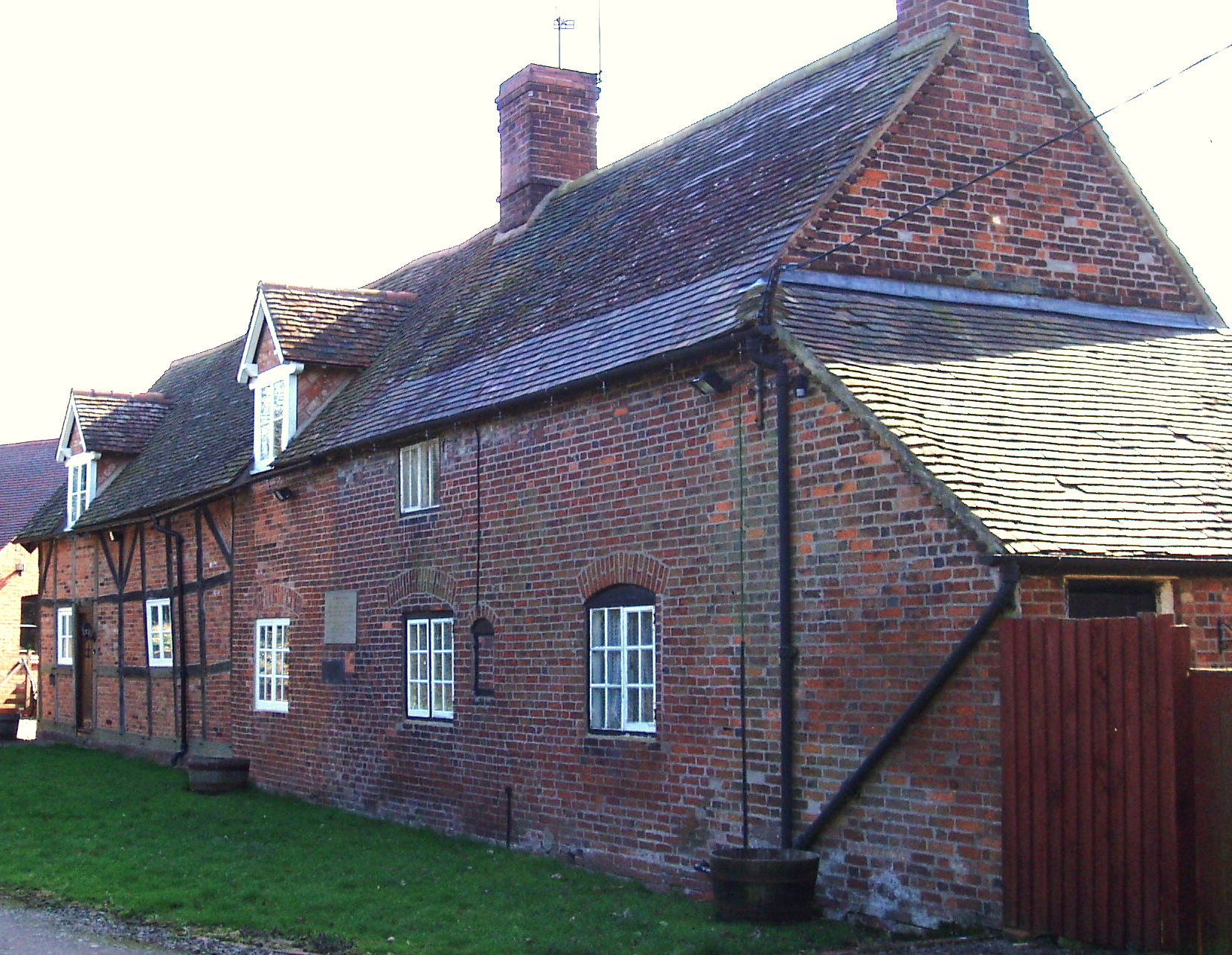
Lugar de Nacimiento de Parkes en Coventry, Inglaterra.

Henry Parkes nació el 25 de mayo de 1815 en Cantley, un suburbio de la Ciudad de Coventry, en Warwickshire, Inglaterra, y fue cristianizado en una aldea cercana llamada Stoneleigh; Su padre, Thomas Parkes, era un granjero arrendatario minorista. Poco se sabe de su madre, quien murió en 1842. Parkes recibió escasa educación escolar y se vio obligado a trabajar a una temprana edad como cordelero por cuatro peniques al día. Luego trabajó en una fábrica de ladrillos, lo cual describió como "romper piedras en el camino de la reina con apenas ropa que nos permitiera protegernos del frío". Más tarde fue enviado como aprendiz a John Holding, un tornero de hueso y marfil asentado en Birmingham. Alrededor de esa misma comienza a asociarse con movimientos políticos de tipo popular que apuntaran a una mejora en la calidad de vida y las condiciones laborales para las clases bajas.
Como joven adulto, Parkes desarrolló un extenso autoaprendizaje mediante la lectura; También desarrolló un interés en la poesía. En 1835, escribió sus primeros poemas (luego incluidos en el primero de sus tomos sobre esta rama de la literatura) que fueron dirigidos a Clarinda Varney, la hija de un carnicero local. El 11 de julio de 1836 se casó con Varney y se mudó junto con ella a una habitación. Parkes comenzó a trabajar por su cuenta en la ciudad de Birmingham y tuvo una amarga lucha para llegar a fin de mes.

### Inmigración a Australia

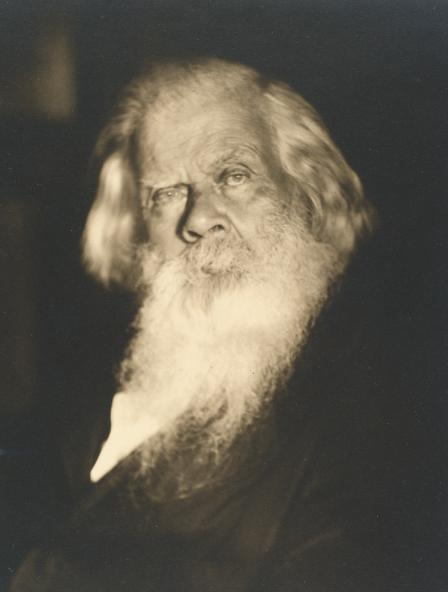
Henry Parkes por Henry Walter Barnett

Tras la pérdida de dos de sus hijos a una temprana edad y tras un vivir un par de semanas poco exitosas en Londres. Parkes y su esposa tomaron la decisión de emigrar a la próspera región Nueva Gales del Sur. Ambos viajaron a bordo del Strathfieldsaye (uno de los primeros barcos australianos comerciales de pasajeros que tenía un recorrido regular), con el cual llegaron al país insular el 25 de julio de 1839. Dos días antes, el 23, tuvieron otro de sus hijos. Según relataba el propio Parkes, llegaron a Australia con solo unos pocos chelines en su posesión, y, debido a esto, tuvieron que vender la mayoría de sus pertenencias mientras Parkes buscaba trabajo. En algún momento consiguió empleo como trabajador para el banquero y médico John Jamison, uno de los colonos más ricos de todo el estado, en el pueblo de Regentville, cerca de la ciudad de Penrith. Allí gozó de un salario medio bajo de £25 por año o £2 y 2s por mes (£220.67 y £2,652.29 respectivamente, en libras de 2021) junto con raciones de comida.
Un año después de su llegada a Sídney, Parkes fue contratado por el Departamento de Aduanas de Nueva Gales del Sur como camarero de marea, y se le asignó la tarea de inspeccionar buques mercantes para evitar el tráfico ilegal de mercancías. El cuñado de Jamison, William John Gibbes, (hijo del coronel John George Nathaniel Gibbes) alcalde de Regentville, presidiario de dicho organismo, fue quien lo recomendó para ocupar el puesto. 
El estado financiero de Parkes mejoró tras la adquisición de su nuevo empleo público, aunque todavía estaba abrumado con atrasos de deudas impagas. Paralelamente, comenzó a escribir poesía. Su primer texto, Stolen Monuments (en español: Monumentos Robados) fue publicado en Sídney en 1842. A su vez, conoció al poeta Charles Harpur y al editor de periódicos, William Augustine Duncan; Él menciona en su obra Fifty Years of Australian History (en español: Cincuenta Años de Historia Australiana), que esos dos hombres, se volvieron sus "principales consejeros en materia de recursos intelecturales". A principios de 1846, abandonó su puesto en el Departamento de Aduanas tras un desacuerdo con el Coronel Gibbes sobre una filtración mediática en la prensa que involucraba un supuesto comportamiento (aparentemente, indebido) por parte de uno de los empleados del organismo que era compañero de Parkes. Sin embargo, y a pesar de esta nimia redada que culminó con su desvinculación del ente, Parkes permaneció en buenos términos con Gibbes y el resto de su familia por el resto de su vida. Uno de los nietos de Gibbes, Frederick Jamison Gibbes, luego formaría parte del Parlamento de la Nueva Gales del Sur, durante la década de los 80 del siglo XIX, y, al igual que Parkes, era partidario de la federación. 
Tras su retirada del Servicio de Aduanas, Parkes trabajó en el sector privado. Trabajó como tornero de marfil y hueso, y luego dirigió un negocio propio en Hunter Street. En cierto momento, compró varios periódicos, incluyendo The People's Advocate and New South Wales Vindicator (El abogado de la gente y el Vindicador de Nueva Gales del Sur), y Empire (Imperio). Sin embargo, su incursión en los negocios no fue fructífera y quedó en bancarrota tras endeudarse por un total de  £48,500 (equivalente a aproximadamente £1.7 millones en libras de 2021). Parkes continuó apoyando a la cultura Australiana y publicando poesía en su periódico.

## Primeras campañas políticas
Durante sus primeros años en Australia, Parkes se interesó por los conflictos políticos. Más notablemente, se unió al creciente movimiento independentista autonomista de la colonia. Para aquel momento, las revueltas ya se habían convertido en un serio conflicto diplomático: el Consejo Legislativo de Nueva Gales del Sur, había sido reformado en 1843 para incluir miembros electos por primera vez. Parkes se convirtió en un opositor del traslado de convictos británicos en Australia y se volvió partidario de la reforma agraria
Parkes exhibió sus opiniones sobre los conflictos políticos en Australia en su Atlas y en el People's Advocate. Parkes se vio involucrado por primera vez en política en 1848, año en que trabajó con Robert Lowe en sus exitosa campaña en las elecciones del Consejo Legislativo. Al año siguiente, apoyó en sus medios una petición al Parlamento del Reino Unido para que este redujese las restricciones para las votaciones. También fue uno de los primeros proponentes modernos del sufragio universal en Australia. Incluso a pesar de considerar su propio discurso como una actuación bastante pobre, lo cierto es que esta postura controvertida resultó ser visionaria y finalmente inspiraría a futuros referentes del movimiento sufragista en dicho país. Finalmente, la petición tuvo éxito, y dio como resultado un relajamiento de las condiciones mínimas requeridas para ejercer el derecho al voto. 
El 8 de junio de 1849, Parkes asistió a una manifestación contra la llegada de una embarcación llena de convictos extranjeros al Circular Quay, un puerto de Sídney. A lo largo de las años, continuó apoyando la causa anti transportista con varios artículos y discursos, hasta que finalmente, cuatro años después, en 1853, el Gobierno Británico, concluyó, casi de manera absoluta, este tipo de operaciones.
En diciembre de 1850, Parkes funda el periódico Empire. En un principio era sólo una edición semanal de una hoja, aunque no tardó en convertirse en diaria. Parkes permaneció leal a las autoridades británicas, aunque también criticaba al orden establecido para consolidar una voz propia. Como resultado, el periódico se volvió un elemento crítico del gobernador anglopartidario, Charles Augustus Fitzroy y el resto de funcionarios pro-colonialistas. También se encargó de atacar proyectos independentistas como los de William Wentworth, ya que proponían un proyecto de nación autónoma con una Asamblea Legislativa elegida por el funcionariado, y una versión muy restringida de la Asamblea Legislativa electa de manera democrática. Dicha propuesta pasó por varias modificaciones para convertirla en algo más democrática. Años más tarde, el propio Parkes confesó que "[debido a] la candente oposición a las partes objetables del esquema del Sr. Wentworth, no se le prestó suficiente atención a sus grandes méritos".

### Elección en la Asamblea Legislativa
Wentworth fue a Inglaterra para apoyar el Acta en su paso por el Parlamento Británico, en 1854, y renunció a su banca como representante por la Ciudad de Sídney. Charles Kemp y Parkes fueron nominados para la vacante, y este último tuvo éxito, ganando con 1427 votos en contra de 779. En sus discursos electorales, Parkes se había enfocado en una llevar una extensión del poder popular, incrementar la cantidad de establecimientos educativos y mejorar los ya existentes, y una acentuada política ferroviaria.
En cualquiera de sus eventos, Parkes eligió comenzar su carrera política de manera relajada. Estaba aliado a la fracción minoritaria en el Consejo Legislativo, y el y sus aliados políticos podían permitirse pasarse su tiempo hasta que se estableciese una nueva constitución.
Su carga laboral en la oficina de Empire se había tornado extremadamente densa, y, en diciembre de 1855, anunció su intención de retirarse del parlamento, aunque fue persuadido para revertir su declaración, y, un mes después, se presentó formalmente como candidato del partido liberal para la Ciudad de Sídney, en la Asamblea Legislativa.

## Asamblea Legislativa
El primer parlamento bajo un gobierno responsable comenzó el 22 de mayo de 1856, pero durante algunos meses no fue posible conformar ningún gobierno estable. Parkes recibió ofertas de puestos gubernamentales, las cuales rechazó, principalmente debido a que temía las consecuencias de traicionar a sus amigos y aliados. Durante aquella época, el periódico Empire dejó de ser rentable pese a su gran reputación. Hacia fines de 1856, Parker renunció a su puesto en el Consejo para concentrarse en salvar su periódico. Sin embargo, sus esfuerzos fueron, por segunda vez, frustrados, ya que su periódico alcanzó deudas que llegaron a órdenes de £50,000 (equivalente a £5,5 millones de libras actuales). Aunque sus amigos trataron de aliviar su condición económica, prestándole dinero para pagar una hipoteca de £11,000 (equivalente a £1,2 millones de libras actuales), lo cierto es Parkes nuevamente cayó en bancarrota técnica. 
A principios de 1857, Parkes reingresó nuevamente a la Asamblea Legislativa, esta vez como representante de Cumberland. Allí permaneció en este parlamento por alrededor de seis meses pero renunció hacia fines de agosto de 1858 debido a su insolvencia económica. Sus deudas todavía estaban estimadas en £50,000 y sus bienes en £48,500. La emisión de cualquier certificado que indicaran la condición de insolvente de Parkes fue amargamente resistida y los procedimientos fueron interminablemente retrasados. Una investigación de las cuentas de la Parkes descubrió que él generalmente actuaba bajo el consejo de su banquero, y fue ultimadamente exonerado de esta condición por el Jefe de Comisiones debido a alegaciones de fraude. 

### Primer Parlamento
Una vez se alivianó su carga horaria en su periódico, que por cierto continuó en otras manos, Parkes se presentó a elecciones parlamentarias para el recientemente fundado parlamento del Oeste de Sídney, el 10 de junio de 1859. Se presentó como candidato independiente, pero en la lista de candidatos electos, fue descrito por el Sydney Morning Herald como "radical". Se mantuvo a favor de la reforma agraria propuesta de Sir John Robertson, la expansión del presupuesto educativo (al igual que las reformas en este sistema), el libre comercio y los programas de inmigración. También se presentó como un ferviente defensor de la industria manufacturera, aunque también mostró simpatía por los agricultores. Introdujo varias leyes que dieron poder al gobierno de emplear profesores y crear escuelas públicas (más notablemente es recordado en este aspecto gracias a que estableció una de las primeras escuelas náuticas para niños destituidos, a bordo del Vernon)
Parkes también creía en el poder de la inmigración, y sus conocidas dotes oratorias llevaron a que recibiera una petición en mayo de 1861, junto al político William Dalley a Inglaterra para trabajar como comisionados de inmigración con un excelente salario de £1000 (equivalente a £121.7 mil libras de 2021). Parkes dejó a su esposa embarazada, y cinco hijos en la pobreza, en una granja rentada en Warrington. Su labor se limitó a difundir información, y Parkes habló en unas 60 conferencias en ciudades del oeste y norte de Inglaterra y Escocia. Sintió que había realizado un buen trabajo, pero es difícil cuantificar la repercusión de sus palabras. Durante los catorce mese que permaneció en Inglaterra conoció a Thomas Carlyle. Parkes regresó a Australia en enero de 1863. 
En agosto se opuso a J. B. Darvall en el parlamento de Maitland del Este y fue derrotado, pero al año siguiente, en 1864, fue electo para el parlamento de Kiama. En enero de 1866, el primer ministro Charles Cowper renunció tras la introducción de una enmienda impulsada por Parkes. Estrictamente hablando, el gobernador, en vez de consultar a Parkes por la posibilidad de que este pudiese formar un gobierno, asistió a Sir James Martin, y Parkes quedó en la posición de Secretario Colonial de Nueva Gales. Este ministro permaneció en su cargo por casi tres años, desde enero de 1866 hasta octubre de 1868. Uno de los mayores hitos legislativos de esta Asamblea fue la sanción de la Public Schools Act 1866, (Ley de Escuelas Públicas de 1866), impulsada por el Propio Parkes, esta acta requería que los maestros tuviesen una educación formal y creó un mecanismo de financiamiento; Se formó un Consejo Educativo, y por los primeros cuatro años tras la sanción de la ley, Parkes se convirtió en el presidente de dicha entidad. Gracias a esta ley, la cantidad de escuelas creció exponencialmente en la Colonia de Australia hasta pasado el siglo XX. Parkes también comenzó un proyecto para traer enfermeras provenientes de Inglaterra, entrenadas por Florence Nightingale.
Entre los años 1867 y 1868, el cuarto hijo de la reina Victoria, el duque Alfredo de Sajonia-Coburgo-Gotha, visitó las colonias australianas. El 12 de marzo de 1868 el duque recibió un disparo en la espalda por un ciudadano de origen irlandés llamado Henry James O'Farrell. El perpetrador aludió a que una de sus motivaciones para cometer el crimen era su motivación por la causa feniana (movimiento independentista republicano irlandés). La herida resultó grave y dolorosa pero el duque sobrevivió y se recuperó rápidamente. Pese a las peticiones del duque para que O'Farrell fuese indultado del crimen, el gobierno colonial declaró que sería ejecutado. O'Farrell, por otro lado, admitió que no era realmente miembro de los fenianos, pero, sin embargo, para el momento del crimen, el gobierno había podido detectar otros ataques violentos (aunque no de dicha magnitud), perpetrados por fenianos o asociados a estos. Esto generó un odio anti-feniano y también despertó un odio hacia los irlandeses católicos (puesto que el Reino Unido había sido, hasta ese momento, una nación íntegramente protestante). Parkes, era, sin duda, un fuerte oponente a la causa feniana, de hecho, incluso, fantaseó durante un tiempo sobre una conspiración feniana en Nueva Gales del Sur. Sin embargo, cuando tras la muerte de O'Farrell no se sucedieron más hechos relacionados y se concluyó que su muerte no era parte de ningún operativo feniano, la posición política de Parkes resultó debilitada.
En septiembre de 1868, renunció a su puesto en el ministerio de Martin, y por los próximos tres años y medio, Parkes no ocupó ningún cargo público. Durante el primer año, el gobierno de Robertson publicó una moción que pretendía obtener la confianza, pero resultó perdedor por cuatro votos en contra. Parkes continuó siendo una de las figuras políticas más conspicuas de Australia, y, durante la elección de 1869, volvió a la cabeza de las encuestas para el Sídney del Este.

## Dimisión, reelección y primer premiership
En 1870, Parkes volvía a encontrarse en aprietos económicos, y, debido a esto, debió renunciar nuevamente a su banca. Había trabajado como comerciante durante un largo tiempo, y, cuando se declaró insolvente con una deuda total de £32,000 (equivalente a un 3,8 millones en libras de 2021), y un patrimonio neto de £13,300 equivalente a un 1.6 millones en libras de 2021). Fue reelecto en Kiama, pero un artículo extremadamente hostil hacia su persona, publicado en el Sydney Morning Herald, provocó que dimitiera nuevamente. Se llegó a sugerir que su presencia en la asamblea mientras permanecía financieramente insolvente, podría influenciar a los oficiales. 
Su debacle económica se convirtió en un asunto de cierta notoriedad pública, lo que ocasionó que el abogado y político William Dalley remarcara en 1872, que, "Si él [Parkes] vive mucho, gobernará no sobre una nación de admiradores y amigos, sino sobre una de prestamistas".
No fue hasta diciembre de 1871 que encontró un asiento para sí y fue electo para la Asamblea de Mudgee. El gobierno de Martin-Robertson se había involucrado en una disputa con la Asamblea de Victoria por una cuestión de responsabilidad sobre maniobras en una frontera. Parks logró ridiculizar los procedimientos pertinentes para retrasarlos, y, cuando el parlamento se reunió, el gobierno fue derrotado y se garantizó una disolución. En la elección general, Parkes fue generalmente reconocido como el principal líder de la oposición, y el ministerio perdió en las encuestas. Cuando se reconfiguró el parlamento, Parkes (ahora representando al Estado de Sídney del Este), fue electo líder de la oposición. El gobernador en funciones había enviado a William Forster antes de la reunión del parlamento, pero fue incapaz de formar un ministerio, y, para 1872, Parkes formó su primer ministerio, que duró por casi tres años. 
Parkes siempre defendió políticas de libre comercio, y sus convicciones se fortalecieron cuando, durante una visita a Inglaterra, se encontró como Cobden y otros proponentes de esta política. Durante su primera administración, redujo las regulaciones de Nueva Gales del Sur, de tal modo que se convirtió en, prácticamente, una colonia comercialmente independiente. Su gobierno también financió la creación de ferrocarriles y líneas de telégrafo y redujo varios de los impuestos. 
En 1873, Sir Alfred Stephen, el Juez Supremo, se retiró, lo que involucró a Parkes en una polémica. Aparentemente, Parkes parece haber instigado a su Abogado-General, E. Butler, a creer que sería designado nuevo Juez Supremo de Nueva Gales del Sur. Debido a esto, en muchos sectores, hubo cierta oposición en cuanto a esta medida, por lo que Parkes decidió optar por designar a Sir James Martin. Cuando hizo el anuncio de su delegación, el 11 de noviembre de 1873, Butler, enfadado, aprovechó la oportunidad para hacer una declaración, en la que leyó la correspondencia personal que él y Parkes intercambiaron, y renunció públicamente a su banca en la asamblea. Parkes fue acusado de realizar una maniobra política para deshacerse de Butler, que era visto como un opositor dentro de su facción. 
El Ministerio continuó gobernando, aunque no tuvo éxito para crear un organismo político superior. Se realizaron dos o tres intentos poco exitosos para hacer perdurar la legitimidad del gobierno, pero no funcionó, y, en febrero de 1875, la decisión del gobernador Robinson de lanzar al bushranger Frank Gardiner, llevó a una derrota por parte del ministerio. Discusiones subyacentes sobre el tema, entre Robinson, Parkes y el secretario de Estado para las Colonias clarificaron las obligaciones del gobernador para perdonar prisioneros.

### Segundo periodo
Cuando Parkes fue derrotado, Robertson llegó al poder, y durante los dos años siguientes se hizo poco de verdadera importancia. Parkes se cansó de su posición como líder de la oposición y dimitió a principios de 1877. En marzo, el ministerio de Robertson fue derrotado y Parkes formó uno que duró cinco meses. Los partidos estaban igualmente divididos y los negocios a veces se paralizaban. Parkes dijo de este ministerio que lo pasó "tan bien como el sapo bajo la grada". Robertson volvió a ser primer ministro de agosto a diciembre de 1877, incluyendo unas elecciones en octubre.
Parkes fue devuelto a Canterbury. James Squire Farnell formó entonces un ministerio provisional que existió durante un año, de diciembre de 1877 a diciembre de 1878. A mediados de este año, Parkes realizó una gira por los distritos occidentales de la colonia, hablando en muchos centros rurales. Esto le dio muchas oportunidades de criticar al gobierno entonces en el poder. Al final del año fue derrotado, pero la situación seguía siendo oscura, porque los partidos dirigidos por Robertson y Parkes estaban casi igualados.

### Tercer periodo
Robertson intentó formar gobierno pero fracasó, y cansado de la insatisfactoria posición a la que se enfrentaba, renunció a su escaño en la Asamblea Legislativa. Entonces se le acercó Parkes, y se formó un gobierno con Robertson como vicepresidente del Consejo Ejecutivo y representante del gobierno en la Cámara Alta. La combinación fue inesperada, debido a la rivalidad de Parkes con Robertson; no obstante, produjo dos años de gobierno estable tras años de inestabilidad. Enmendó la ley electoral, introdujo una nueva ley de educación, mejoró los sistemas de abastecimiento de agua y de alcantarillado, nombró magistrados estipendiarios y reguló la responsabilidad de los empresarios con respecto a las lesiones de los trabajadores. En las elecciones de 1880, Parkes fue reelegido por St Leonards. Cuando el Gobierno de Parkes dejó el cargo en había un gran superávit en el Tesoro de Nueva Gales del Sur. Hacia finales de 1881 Parkes se encontraba mal de salud. Seguía con su costumbre de trabajar muchas horas, y salvo las visitas de fin de semana a su casa en las montañas, no tenía descanso. Se sugirió que el Parlamento le concediera una subvención para poder hacer un viaje, pero se negó a permitir que se adelantara. También vetó la sugerencia de que sus amigos le entregaran un importante testimonio.
Parkes decidió visitar Inglaterra a sus expensas. Permaneció en América unas seis semanas de camino a Europa e hizo todo lo posible por dar a conocer Australia. En Inglaterra fue recibido como un invitado de honor. Parkes abogó por las buenas relaciones entre Inglaterra y sus colonias, al tiempo que defendía su derecho de autodeterminación; "cuanto más blandas sean las cuerdas", decía, "más fuerte será la unión entre nosotros". Entre los amigos que hizo en Inglaterra estaba Alfred Tennysony Lord Leigh, al saber que Parkes había nacido en Stoneleigh, le invitó a alojarse en la abadía de Stoneleigh. Parkes pudo visitar la granja donde nació y la iglesia donde fue bautizado. De regreso a casa, visitó Melbourne, donde se le ofreció un banquete el 15 de agosto de 1882. Dos días después estaba de vuelta en Sídney.

### Derrota electoral
Cuando Parkes regresó, el gobierno no corría aparentemente ningún peligro, y el tema del debate político pasó a ser la reforma agraria. Esta pretendía reducir la cantidad de tierra que estaba en manos de los grandes ganaderos y reducir el amancebamiento. Parkes había defendido la reforma agraria ya en 1877, y el proyecto de ley de Robertson sólo proponía enmiendas comparativamente poco importantes. El gobierno fue derrotado por la cuestión y se obtuvo una disolución. La facción de Parkes no sólo fue derrotada, sino que Parkes perdió su propio escaño en East Sydney. Pronto fue devuelto al Parlamento en otra circunscripción (Tenterfield), pero se interesó poco por la política durante algún tiempo. Se fue a Inglaterra como representante de una empresa financiera de Sídney y no regresó hasta agosto de 1884, habiendo estado ausente 14 meses. En noviembre, renunció a su escaño y anunció su retirada de la política.
Ahora tenía 70 años. Abrió una oficina en la Calle Pitt como representante de la asociación financiera que le había enviado a Inglaterra, y permaneció en este puesto hasta 1887. Sin embargo, no pudo mantenerse mucho tiempo alejado de la política. A principios de 1885, W. B. Dalley, mientras era primer ministro en funciones, ofreció un contingente de tropas para ir a la Mahdiya sudanesa y la oferta fue aceptada. Parkes se opuso firmemente y, aunque la opinión pública estaba en su contra, el 31 de marzo ganó una elección parcial en Argyle. Cuando tomó posesión de su escaño en septiembre, se objetaron las afirmaciones de corrupción parlamentaria que había hecho al dimitir del Parlamento en 1884, y Sir Alexander Stuart presentó una resolución en la que afirmaba que las palabras que había utilizado eran una burda calumnia para la cámara. Su moción fue aprobada por cuatro votos. Parkes no se disculpó, pero su ministerio se vio desanimado a seguir adelante. Uno de los partidarios del ministerio propuso que Parkes fuera expulsado, pero sólo obtuvo el apoyo de su secuaz.

### Cuarto periodo
En octubre de 1885 se disolvió el parlamento, se reconstruyó el gobierno y George Dibbs se convirtió en primer ministro de Nueva Gales del Sur. En las elecciones, Parkes se enfrentó a Dibbs en St Leonards y lo derrotó por 476 votos. Entre las razones de la victoria de Parkes estaban su campaña a favor de un puente que cruzara el puerto y una línea de ferrocarril que se adentrara en el interior desde North Shore. El ministerio fue derrotado y le sucedió un ministerio de Robertson que sólo duró dos meses. El siguiente ministerio, bajo Sir Patrick Jennings, duró nueve meses y fue derrotado en enero de 1887. Mientras tanto, Robertson se había retirado de la política y Parkes, como líder de la oposición, formó un ministerio y obtuvo la disolución. Llevó a cabo una intensa campaña señalando que en los cuatro años transcurridos desde su último mandato, la deuda pública se había duplicado con creces y el superávit de 2.000.000 de libras se había convertido en un déficit de 2.500.000 libras. Propuso suprimir el reciente aumento de los derechos, introducir una enmienda a la Ley de Tierras y crear un organismo que controlara los ferrocarriles sin influencia política. La facción de Parkes obtuvo una estrecha mayoría. Cuando el parlamento se reunió, pronto se restableció la libertad de comercio y se realizó una investigación bien intencionada, pero frustrada, sobre el estado de la administración pública.
Parkes hizo campaña contra la inmigración china en el momento en que se convirtió en una cuestión política. Fue recibido con "fuertes y continuas aclamaciones" en la Asamblea Legislativa cuando habló de la necesidad de "acabar con una pestilencia moral y social, y preservar para nosotros y para nuestros hijos inalterados y sin mancha los derechos y privilegios que hemos recibido de nuestros antepasados". Al igual que muchos políticos de su época, Parkes evitó afirmar que los chinos y otros asiáticos debían ser excluidos por ser una raza "inferior". Algunos años antes, había dicho de ellos: "Son un conjunto superior de personas. . . una nación de una civilización antigua y arraigada. . . . Es porque creo que los chinos son una raza poderosa capaz de apoderarse del país, y porque quiero preservar el tipo de mi propia nación... que me opongo y siempre me he opuesto a la afluencia de chinos". A pesar del desánimo del Gobierno británico, consiguió aprobar una ley del Parlamento que elevaba el impuesto de entrada a 100 libras por cabeza.
Aunque Parkes se opuso personalmente, se aprobó una ley de pago a los miembros, y dos importantes y valiosas medidas, la Ley de Ferrocarriles del Gobierno y la Ley de Obras Públicas, se convirtieron en ley. Sin embargo, el gobierno fue derrotado por las acusaciones de que W. M. Fehon, a quien había nombrado comisario de ferrocarriles, era corrupto. Su esposa Clarinda Varney (que dio nombre a las cataratas Clarinda en Faulconbridge, Nueva Gales del Sur) murió en 1888. Un año después, se casó con Eleanor Dixon.

## Quinto periodo y Federación
En las siguientes elecciones, Parkes fue reelegido con una pequeña mayoría y formó su quinto gobierno, que comenzó en marzo de 1889 y duró hasta octubre de 1891. La propuesta de unir las colonias de Australia en una federación se convirtió en un tema político de gran importancia. Ya en 1867, Parkes había dicho en una conferencia intercolonial: "Creo que ha llegado el momento en que estas colonias deben estar unidas por algún vínculo federal de conexión". Poco después, presentó un proyecto de ley para establecer el consejo federal propuesto, que fue aprobado por las dos cámaras de Nueva Gales del Sur. Posteriormente fue archivado por la acción del Secretario de Estado para las Colonias. En los veinte años siguientes se celebraron otras conferencias en las que se planteó la cuestión, en las que Parkes tuvo una participación destacada, pero en octubre de 1884 se mostró frío y sugirió que sería "mejor dejar que la idea de la federación madurara en la mente de los hombres", y Nueva Gales del Sur se mantuvo entonces al margen del proyecto de consejo federal.

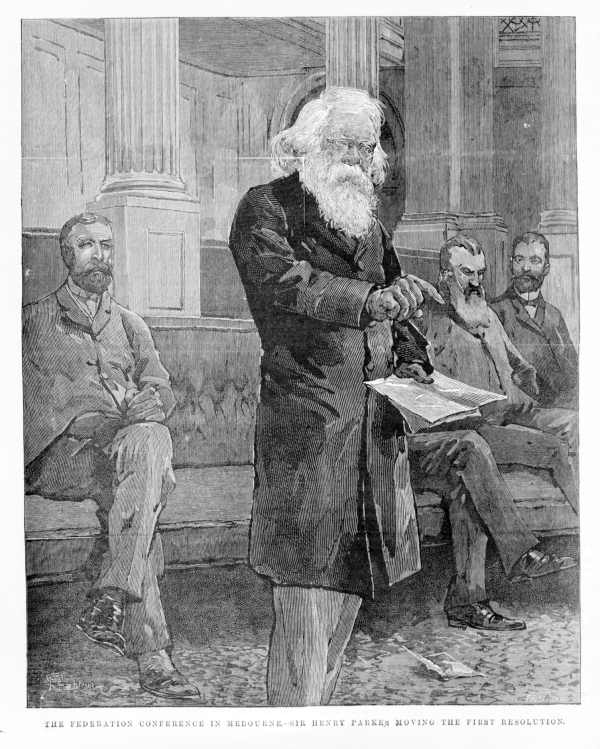

En octubre de 1889, un informe sobre las defensas de Australia sugería, entre otras cosas, la federación de las fuerzas de todas las colonias australianas y un ancho de vía uniforme para los ferrocarriles. Parkes había llegado a la conclusión de que había llegado el momento de un nuevo movimiento federal. Ahora sentía más confianza en el movimiento y el 15 de octubre de 1889 telegrafió a los primeros ministros de las otras colonias sugiriendo una conferencia
El 24 de octubre de 1889, en la Tenterfield School of Arts, Parkes pronunció la Oración de Tenterfield. El discurso fue visto como una llamada de atención a los federalistas y pidió una convención "para diseñar la constitución que sería necesaria para crear un gobierno federal con un parlamento federal para dirigir la empresa nacional".
Parkes convocó la Conferencia de la Federación de febrero de 1890 y puede considerarse el primer paso real hacia la Federación. En mayo presentó resoluciones en la asamblea aprobando las actas de la conferencia que acababa de celebrarse en Melbourne, y nombrando a él y a otros tres delegados de los miembros en la Convención Nacional de Australasia de Sídney de 1891. El 18 de mayo se rompió una pierna y estuvo en reposo durante algún tiempo. Pasaron 14 semanas antes de que pudiera ser asistido en su asiento en la cámara. Cuando la convención se reunió el 2 de marzo de 1891, Parkes fue nombrado presidente. El siguiente asunto fue el debate de una serie de resoluciones propuestas por Parkes como intercambio preliminar de ideas y establecimiento de principios rectores. En esta convención se elaboró el primer proyecto de ley para constituir la Commonwealth de Australia. Parkes propuso el nombre de Commonwealth de Australia para la nueva nación.
Cuando estaba a punto de presentarse a la Asamblea de Nueva Gales del Sur, Reid, en el discurso de respuesta, presentó una enmienda hostil al proyecto de ley. Parkes anunció entonces que, en vista de la enmienda de Reid, proponía poner el proyecto de ley federal en el tercer lugar de la lista. Dibbs presentó una moción de censura, derrotada sólo por el voto de calidad del presidente, y Parkes dimitió el 22 de octubre de 1891.

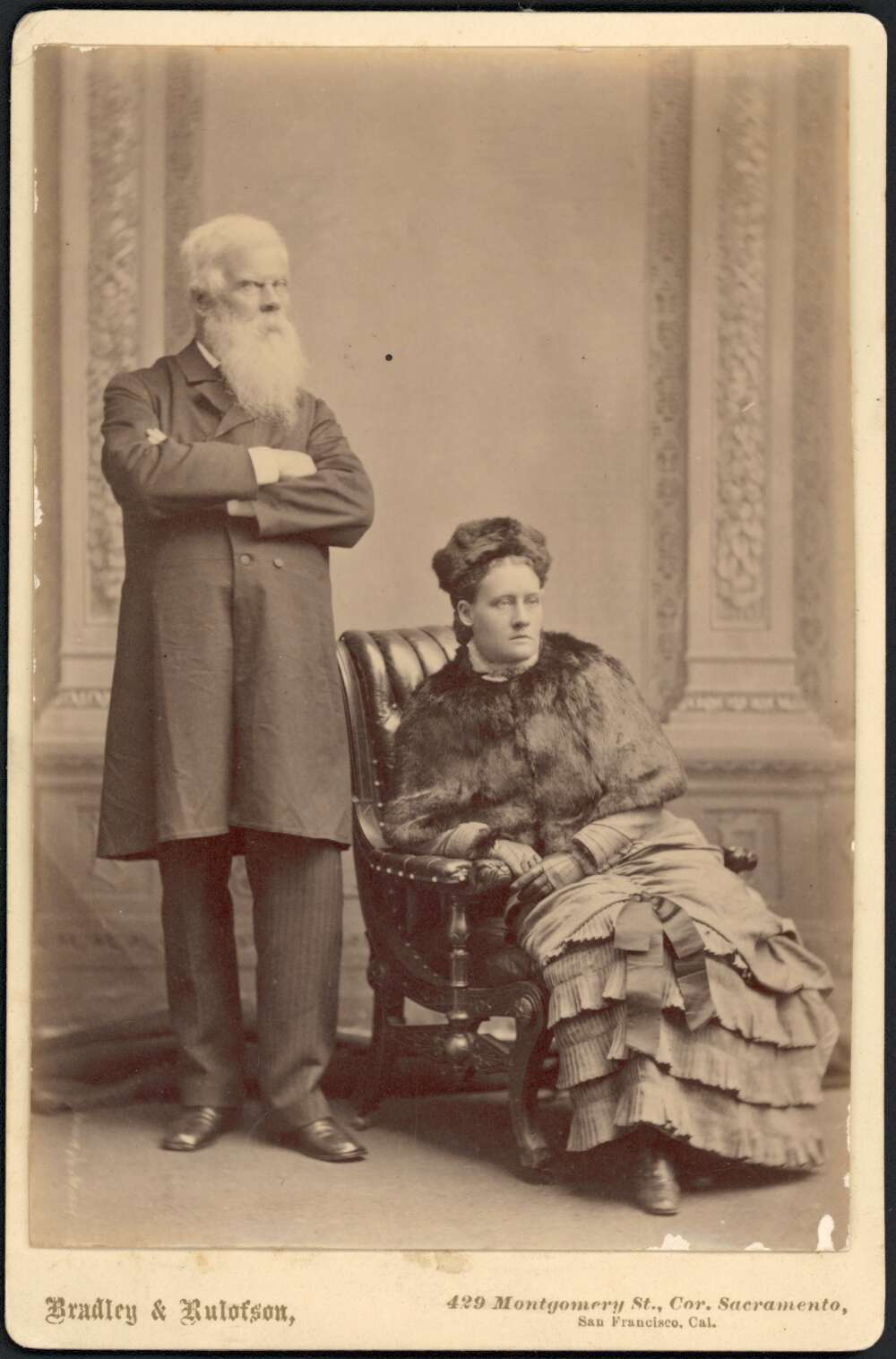
Sir Henry Parkes y la segunda Lady Parkes en la década de 1890

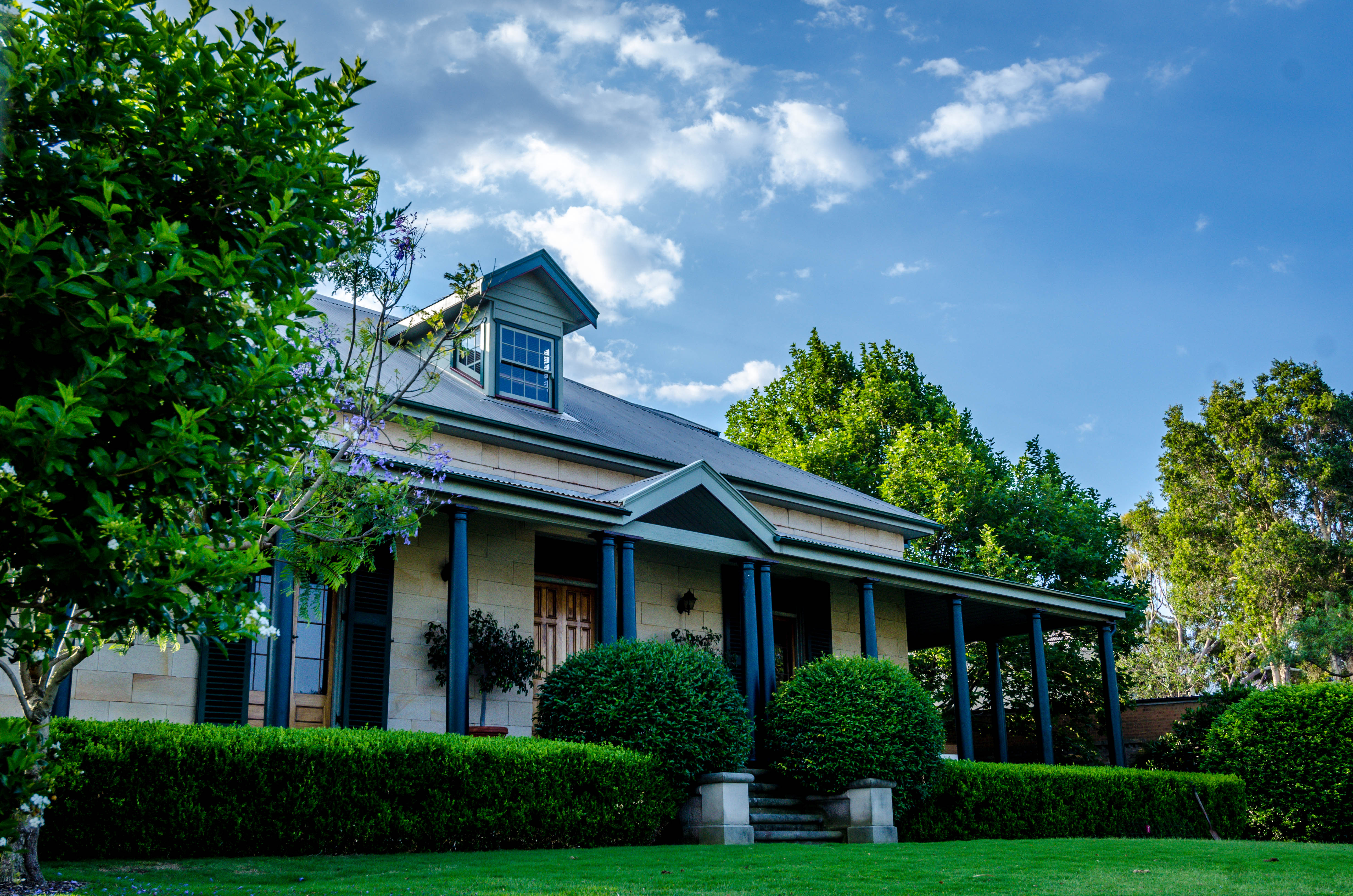
Hampton Villa, Balmain, Nueva Gales del Sur, donde Parkes vivió de 1888 a 1892

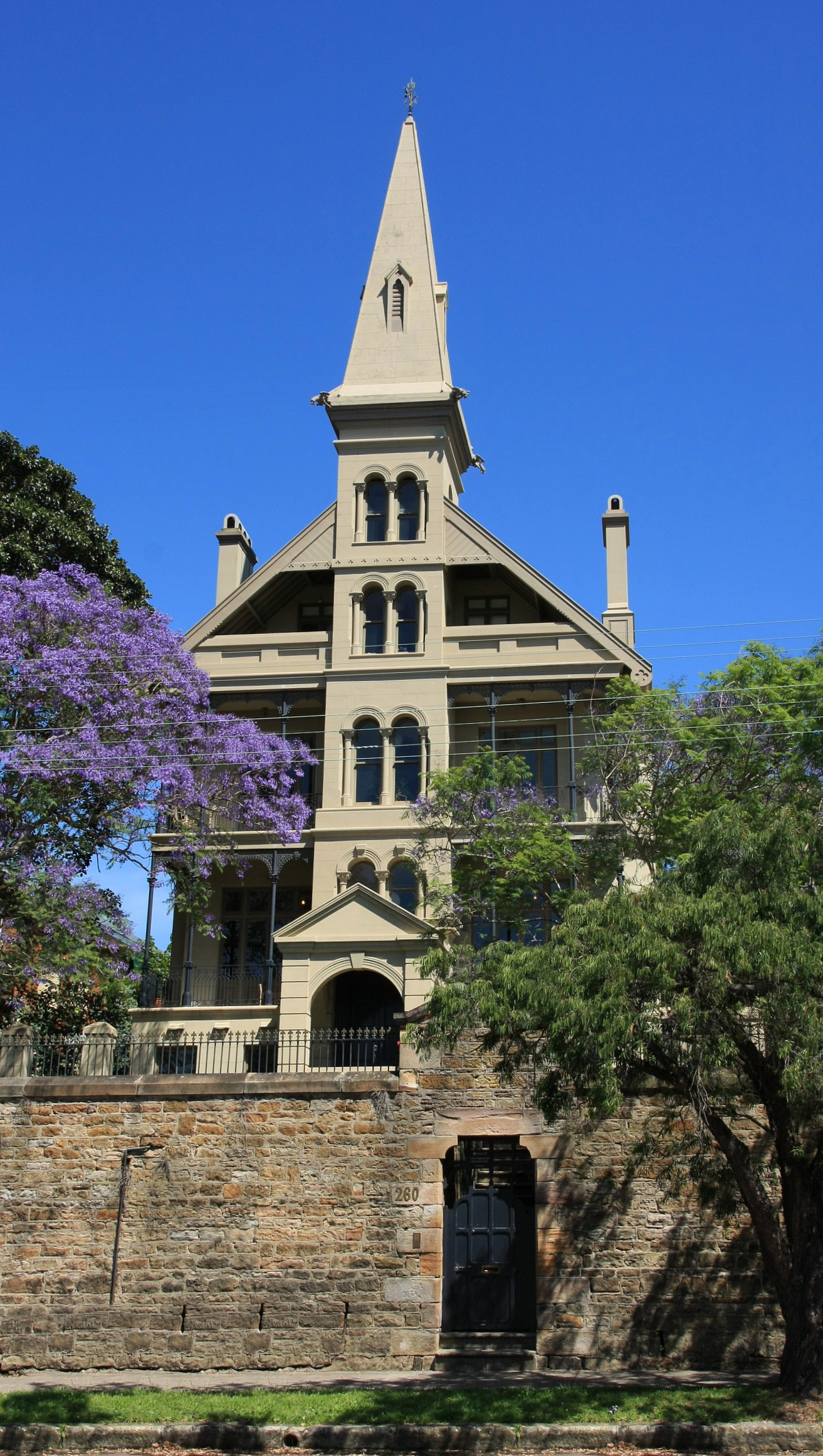
Kenilworth, la casa gótica de Annandale donde Parkes vivió hasta su muerte en 1896.

Parkes tenía ahora 77 años. Se retiró definitivamente de la política. Fue sustituido por Reid como líder de su partido. A partir de entonces, Parkes se convirtió en un miembro independiente de facto. En 1895, se opuso a Reid en las elecciones generales por Sydney-King y perdió por 140 votos. Se enfrentó a Reid porque consideraba que el gobierno estaba descuidando la cuestión de la federación, pero Reid era demasiado popular en su circunscripción para ser derrotado. La segunda esposa de Parkes murió en el transcurso de las elecciones y él tuvo muchas otras preocupaciones. Hacia el final de su vida alquiló Kenilworth, una mansión gótica en Johnston Street, Annandale, un suburbio de Sídney. Se le dio un alquiler bajo porque el propietario quería el prestigio de tener a Parkes como inquilino. Se casó por tercera vez, con Julia Lynch.
En 1887, sus amigos habían reunido una suma de £9.000 (1,2 millones en libras actuales) y la habían puesto en manos de fideicomisarios para que la invirtieran. De este fondo había estado recibiendo un ingreso de más de £500 (67 mil libras actuales) al año, pero la crisis financiera de 1893 lo redujo a poco más de £200 (26.8 mil libras actuales). Parkes se vio obligado a vender su colección de cartas autógrafas y muchas otras cosas que valoraba, para mantener su hogar. En diciembre de 1895 se hizo un movimiento para obtener una subvención para él por parte del gobierno, pero no se había hecho nada cuando cayó enfermo en abril de 1896.
Murió el 27 de abril; para entonces vivía en la pobreza. Le sobrevivieron su tercera esposa, cinco hijas y un hijo del primer matrimonio, y cinco hijos y una hija del segundo. Uno de sus hijos, Varney Parkes, arquitecto, entró en el Parlamento y fue director general de correos en el ministerio de Reid desde agosto de 1898 hasta septiembre de 1899. Otro, Cobden Parkes, llegó a ser arquitecto del gobierno de Nueva Gales del Sur. Parkes había dejado instrucciones para que su funeral fuera lo más sencillo posible; se rechazó un funeral de Estado, pero un gran número de personas asistió cuando fue colocado al lado de su primera esposa en Faulconbridge, en los terrenos de su antigua casa en las Montañas Azules. Su retrato, obra del artista Julian Ashton, se encuentra en una colección pública de Sídney.
El periódico The Times describió a Parkes en vida como "la figura más imponente de la política australiana". Alfred Deakin lo describió como "aunque no era rico ni versátil, su personalidad era maciza, duradera e imponente, y se apoyaba en cualidades elementales de la naturaleza humana elevadas por una mente fuerte. Tenía el molde de un gran hombre y, aunque sufría de numerosas mezquindades, mordiscos y defectos, era en sí mismo un Titán autodidacta de gran cerebro cuyo campo natural se encontraba en el Parlamento y cuyos recursos de carácter e intelecto le permitieron en sus últimos años eclipsar a todos sus contemporáneos".
Cinco años después de la muerte de Parkes, Australia se convirtió en una federación el 1 de enero de 1901. Las negociaciones para formar la federación fueron consecuencia directa de las conferencias que Parkes había promovido.
Parkes era conocido por su personalidad imponente y sus habilidades como orador, a pesar de tener un pequeño impedimento en el habla con aspiraciones controladas. Se dirigía a sus partidarios con un lenguaje sencillo y realista, y perseguía sus causas con gran determinación. Algunos de sus conocidos le consideraban vanidoso, temperamental e incluso grosero. A pesar de ello, tuvo una cálida acogida cuando conoció a Thomas Carlyle y a Alfred, Lord Tennyson durante su visita al Reino Unido. Se interesó por los primeros literatos australianos, habiendo sido amigo tanto de Harpur como de Kendall. Casi no recibió educación formal, pero se formó leyendo mucho
Parkes was not successful as a businessman or at managing his personal finances, and he had little wealth at the time of his death. On the other hand, his governments managed their finances well, largely due to the treasurers he appointed. Although he was not a socialist, he supported improving the living standards of the working class. He was less ambitious with social reform legislation in the later years of his career, due to the strong conservative opposition he encountered.

## Matrimonios e hijos
Parkes se casó por primera vez con Clarinda Varney, el 11 de julio de 1836 en Birmingham. Clarinda falleció el 2 de febrero de 1888 en Balmain a los 74 años, en Nueva Gales del Sur. En este primer matrimonio Parks tuvo doce hijos:
- Thomas Campbell Parkes (18 de abril de 1837 - 5 de mayo de 1837), nacido y fallecido en Birmingham a los 17 días de edad.
- Clarinda Martha Parkes (23 de junio de 1838 - 24 de junio de 1838), nacida y fallecida en Birmingham a la edad de un día.
- Clarinda Sarah Parkes (23 de julio de 1839 - octubre de 1915), se casó con William Thom y tuvo descendencia.[20]
- Robert Sydney Parkes (21 de diciembre de 1843 - 2 de enero de 1880), casado y con descendencia.[21]
- Mary Parkes (16 de febrero de 1846 - 5 de diciembre de 1846), murió con menos de 10 meses.
- Mary Edith Parkes (3 de marzo de 1848 - 15 de diciembre de 1919), se casó con George Murray y tuvo descendencia.[22]
- Milton Parkes (14 de diciembre de 1849 - 19 de enero de 1851), murió a los 13 meses.
- Lily Maria Parkes (27 de octubre de 1851 - 25 de marzo de 1854), murió a los 2 años.
- Annie Thomasine Parkes (9 de enero de 1854 - 6 de febrero de 1929), permaneció soltera.[23]
- Gertrude Amelia Parkes (13 de abril de 1856 - 31 de julio de 1921), se casó con Robert Hiscox y tuvo descendencia.[24]
- Varney Parkes (4 de junio de 1859 - 14 de mayo de 1935), se casó primero con Mary Murray y luego con su hermana Isabella Murray, y tuvo descendencia. Fue arquitecto y miembro de la Asamblea Legislativa de Nueva Gales del Sur.
- Lily Faulconbridge Parkes (7 de febrero de 1862 - 14 de octubre de 1932), permaneció soltera.[25]

Tras la muerte de su primera esposa, Parkes se casó con Eleanor Dixon el 6 de febrero de 1889 en Sídney. Estuvieron casados hasta la muerte de ella, el 16 de julio de 1895, en Annandale, Nueva Gales del Sur, a la edad de 38 años. Tuvieron cinco hijos, tres de ellos nacidos antes de su matrimonio:
- Sydney Parkes (1884 - 20 de abril de 1937), se casó con Marion Edith Morrissey y tuvo descendencia.
- Kenilworth Parkes (1886 - 4 de noviembre de 1910), se casó con Maude Howard (más tarde Armstrong) y tuvo descendencia.
- Aurora Parkes (1888 - 29 de octubre de 1974), se casó con Emanuel Evans, sin descendencia.
- Henry Parkes (1890 - 8 de julio de 1954), se casó con Katherine Rush y tuvo descendencia.
- Cobden Parkes (2 de agosto de 1892 - 15 de agosto de 1978), se casó con Victoria Lillyman y tuvo descendencia. Funcionario público y arquitecto del Gobierno de Nueva Gales del Sur.

Parkes se casó por tercera vez en Parramatta, el 23 de octubre de 1895 con Julia Lynch, su antigua cocinera y ama de llaves de 23 años. No tuvieron hijos, pero Lady Parkes crio a sus hijastros del segundo matrimonio de Sir Henry. Permanecieron casados hasta la muerte de él un año después. Lady (Julia) Parkes murió el 11 de julio de 1919 en Lewisham, Nueva Gales del Sur.

## Honores
Henry Parkes estuvo creado Comandante de Caballero del Orden de San  en 1877, y Caballero Cruz Magnífica del mismo orden en 1888. Su imagen aparece en la moneda australiana de un dólar de 1996; y en el billete de 5 dólares australiano conmemorativo del Centenario de la Federación emitido en 2001.

## Obras literarias

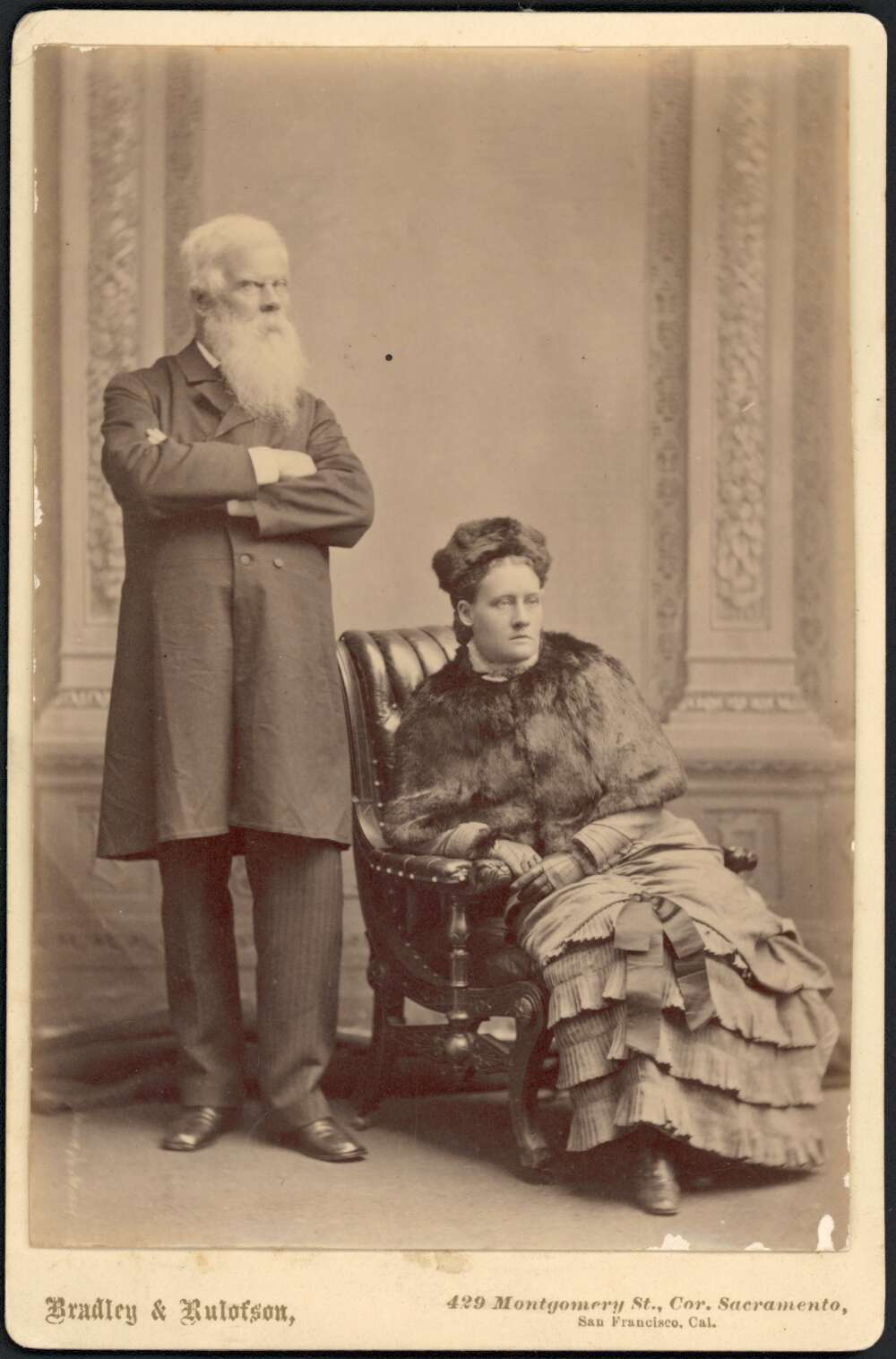
Señor Henry Parkes y señorita Annie Parkes en el @1890s

La obra literaria de Parkes incluye seis volúmenes de versos, Stolen Moments (Momentos Robados; 1842), Murmurs of the Stream (Murmuros del Arroyo; 1857), Studies in Rhyme (Estudios de la Rima; 1870), The Beauteous Terrorist and Other Poems (El Hermoso Terrorista y Otros Poemas; 1885), Fragmentary Thoughts (Pensamientos Fragmentarios; 1889), Sonnets and Other Verses (Sonetos y Otros Versos; 1895). Aunque la recepción crítica de su poesía fue a menudo negativa, algunos de sus poemas han sido incluidos en antologías australianas. Su obra en prosa incluye Australian Views of England (Miradas Australianas de Inglaterra; 1869), y su autobiografía Fifty Years in the Making of Australian History (Cincuenta años en la creación de la historia de Australia; 1892). En 1876 se publicó una recopilación de sus discursos en diversas ocasiones, pronunciados entre 1848 y 1874, y en 1890 se publicó otra recopilación que trataba sobre todo de la federación, con el título de The Federal Government of Australasia. En 1896, poco después de su muerte, se publicó en Sydney An Emigrant's Home Letters, una pequeña colección de cartas de Parkes a su familia en Inglaterra entre 1838 y 1843, editada por su hija, Annie T. Parkes.

### Poemas individuales
- "El Jefe Enterrado" (1886)
- "Cansado" (1892)

## Nombrado después de que Señor Henry Parkes
- Parkes, Nueva Gales del Sur, una ciudad regional.
- Parkeston, Australia Occidental, una zona periférica de Kalgoorlie
- Observatorio Parkes, un radio telescopio cerca de Parkes, Nueva Gales del Sur.
- Parkes, Territorio de la Capital Australiana, un suburbio de Canberra.
- Parkes Way, una vía arterial en Canberra.
- La División de Parkes (1901-69), un electorado de Sídney abolido en la Cámara de Representantes de Australia.
- La División de Parkes, un electorado regional actual en la Cámara de Representantes.
- El museo y complejo teatral Tenterfield School of Arts, también conocido como Sir Henry Parkes School of Arts, un museo en el edificio donde Parkes pronunció la famosa "Oración de Tenterfield", en Tenterfield, Nueva Gales del Sur, Australia.
- La Escuela en Memoria de Sir Henry Parkes en Tenterfield, Nueva Gales del Sur, Australia.
- HMAS Parkes, una corbeta de la Marina Real Australiana durante la Segunda Guerra Mundial.
- Avenida Sir Henry Parkes, Medowie, Nueva Gales del Sur

También se le conmemora en su lugar de nacimiento, Canley, Coventry, con el nombre de una carretera (Sir Henry Parkes Road) y una escuela (Sir Henry Parkes Primary School) en Coventry. La estación de tren de Canley también conmemora el vínculo con Sir Henry Parkes con una decoración de temática australiana.